# Man (hår)

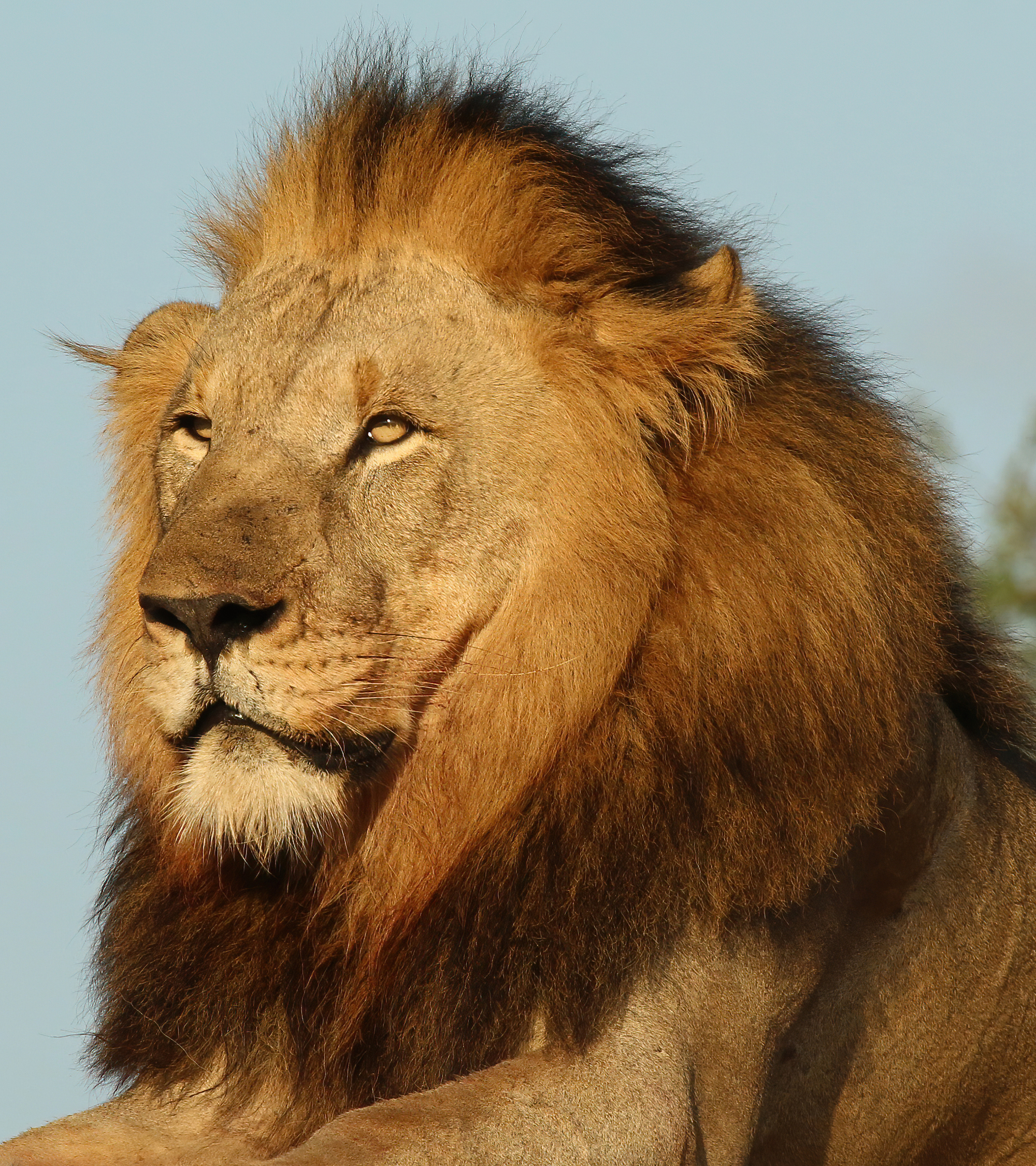
Hos lejonet är det bara den könsmogna hanen som har man.

Man är skyddshår på ett djurs hals. Manen kan vara allt ifrån en kort smal hårremsa uppe på nacken, till en kraftig hårkrage runt hela huvudet. Hos vissa djur är manhåret rakt och hos andra krulligt. Manen skyddar mot solljus, väder och vind, men även mot insektsbett ifrån flugor och liknande. En kraftig man skyddar även mot attacker från predatorer mot hals och nackparti. Manen fungerar även som indikator på djurets fitness och är på så sätt en viktig markör vid sexuell selektion.
Djur som bär man är exempelvis hästdjur, lejonhanar, bisonoxe, hästantilop, manvarg, vissa svin och vissa apor som babianer.

## Lejonman (mankrans)
Mankransen hos lejonhanen är unik bland kattdjur. Manen gör att den ser större ut, fungerar som fitnessmarkör och skyddar lejonet vid konfrontationer med andra lejon eller hyenor, såväl som mot väder och vind. Närvaron av en man, färgen och storleken är alla indikationer på hanens genetiska förutsättningar, könsmognad och testosteronproduktion. Tumregeln är att ju mörkare och tjockare man, desto friskare och starkare hane, och honor föredrar dessa hanar.

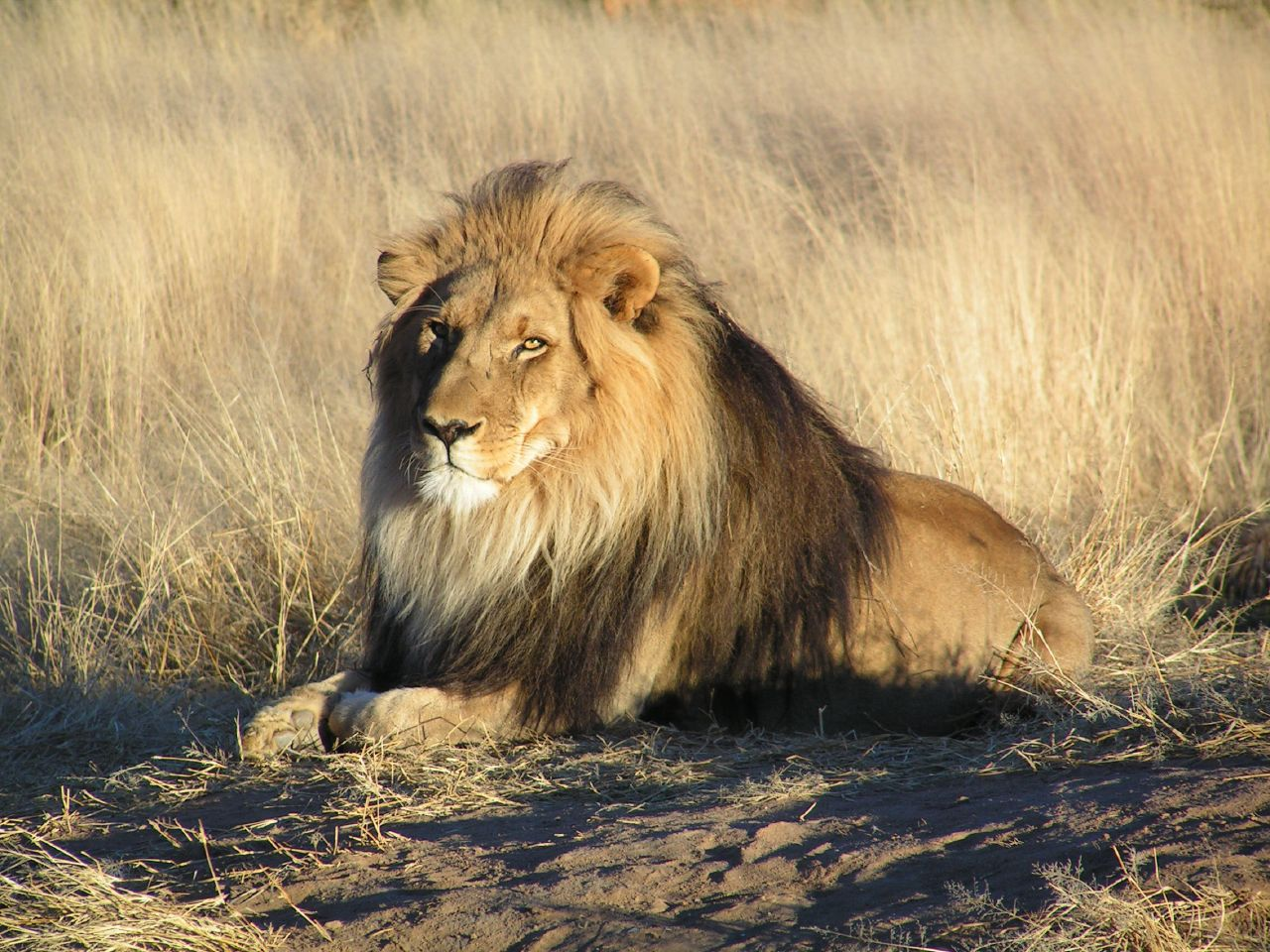
Lejonhane med fullt utvuxen mankrans.
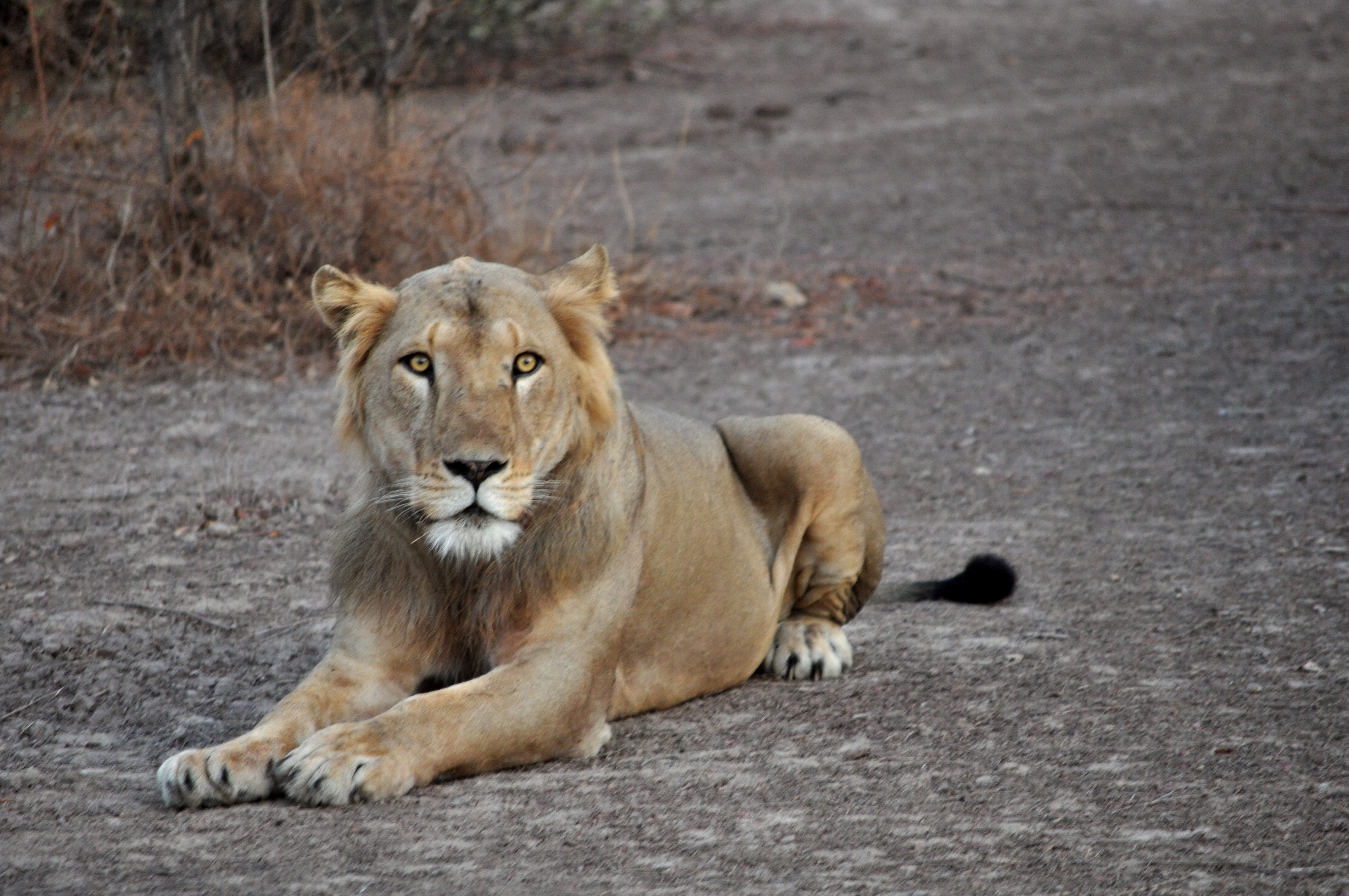
Lejonhane med inkomplett utvuxen mankrans.
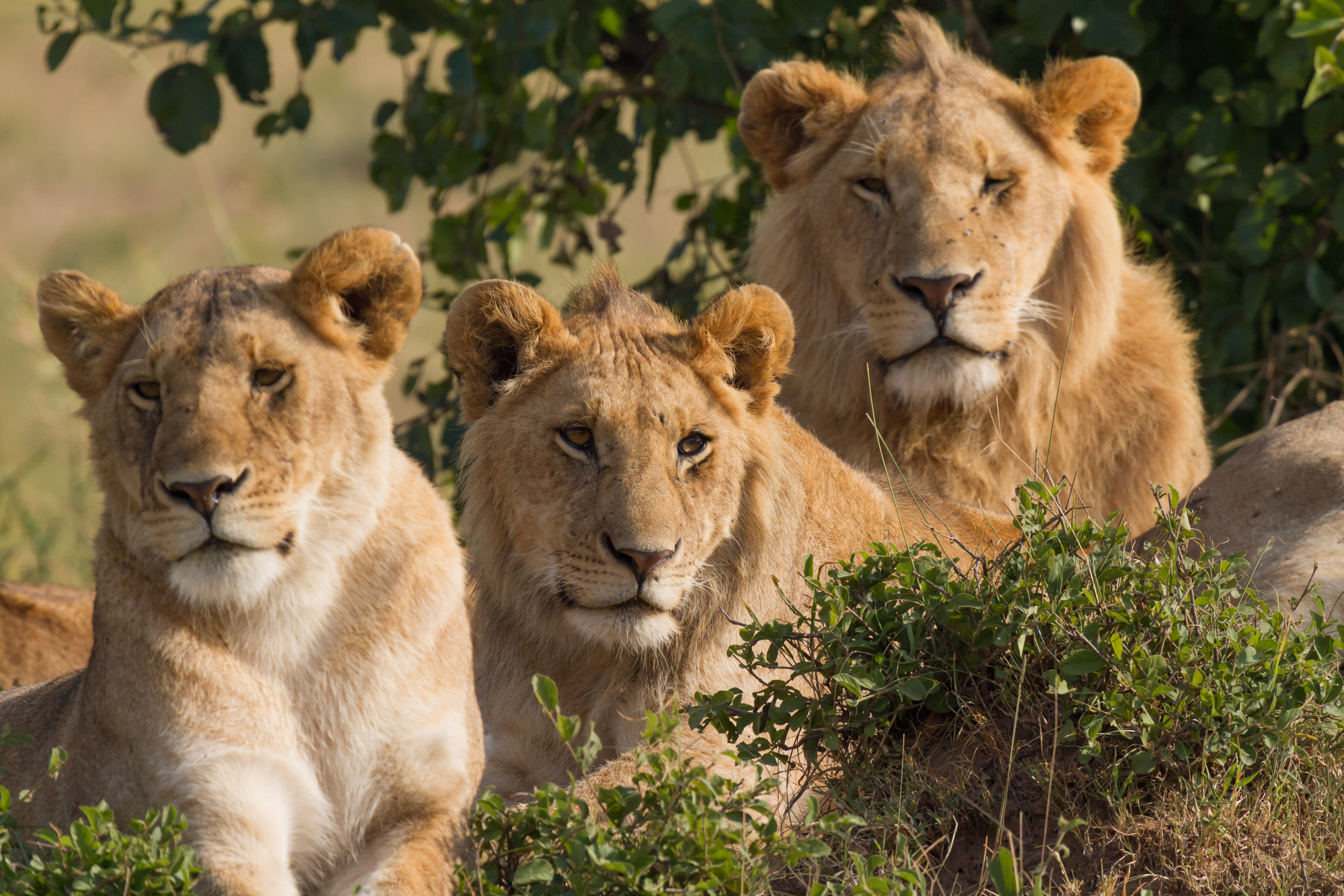
Lejonhona (vänster) med två kortmanade hanar (höger).

Tidigare utgick man från storlek och färg på manen för att särskilja vissa beskrivna underarter som berberlejon (Panthera leo leo) och kaplejon, men samtida studier visar att dessa skillnader istället härrör från miljöpåverkan.

## Hästman (hästdjur)
Hästdjurens man växter i en hårremsa längsmed nackens ryggrad och består av ganska grova fibrer som kallas tagel. Manen hos åsnor och zebror är ganska kortvuxen och står upp, medan tamhästen har långvuxen liggande man, troligen framavlat för att fungera som naturliga tyglar. Hästens man växer hela tiden och medan den slits ner naturligt hos vilda hästdjur som zebra och afrikansk vildåsna, så gör den inte det på samma sätt hos tamhästar utan måste skötas om och hållas efter av människan. Vanligt är att rycka manen ofta med hjälp av en ryckkam, men den kan också klippas.

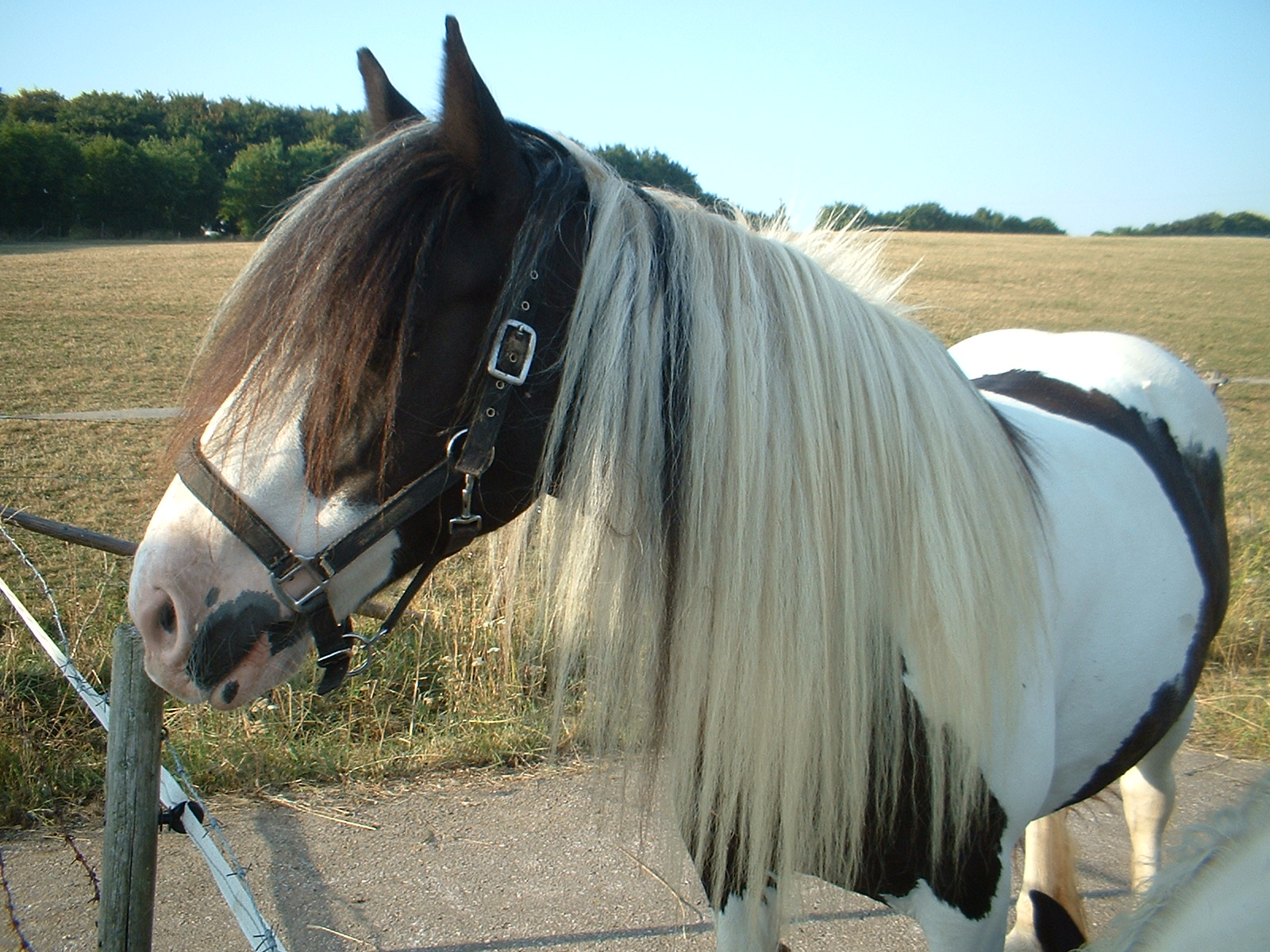
Tamhäst med lång vitbrun man.
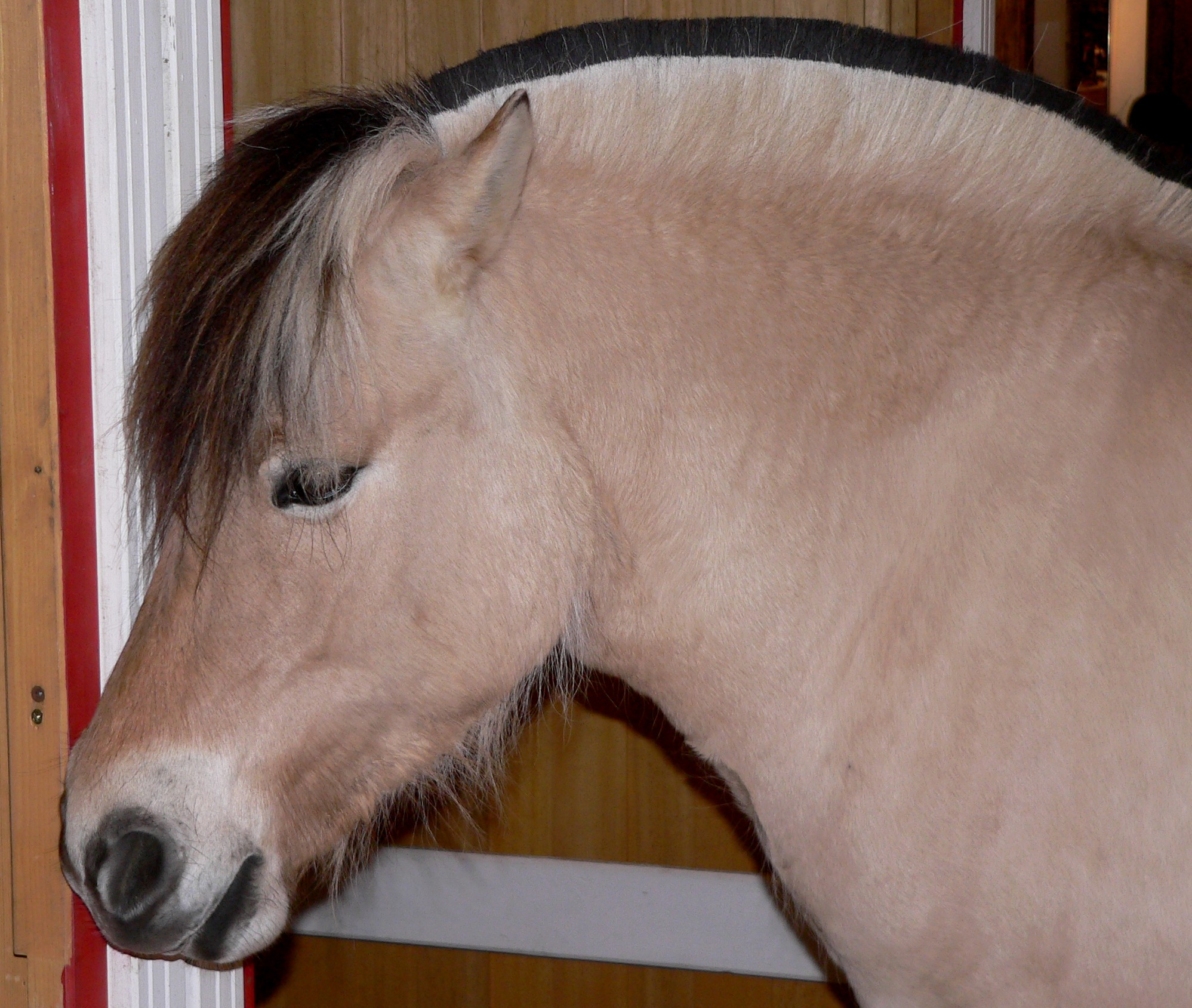
Fjordhäst med kortklippt ståndman.
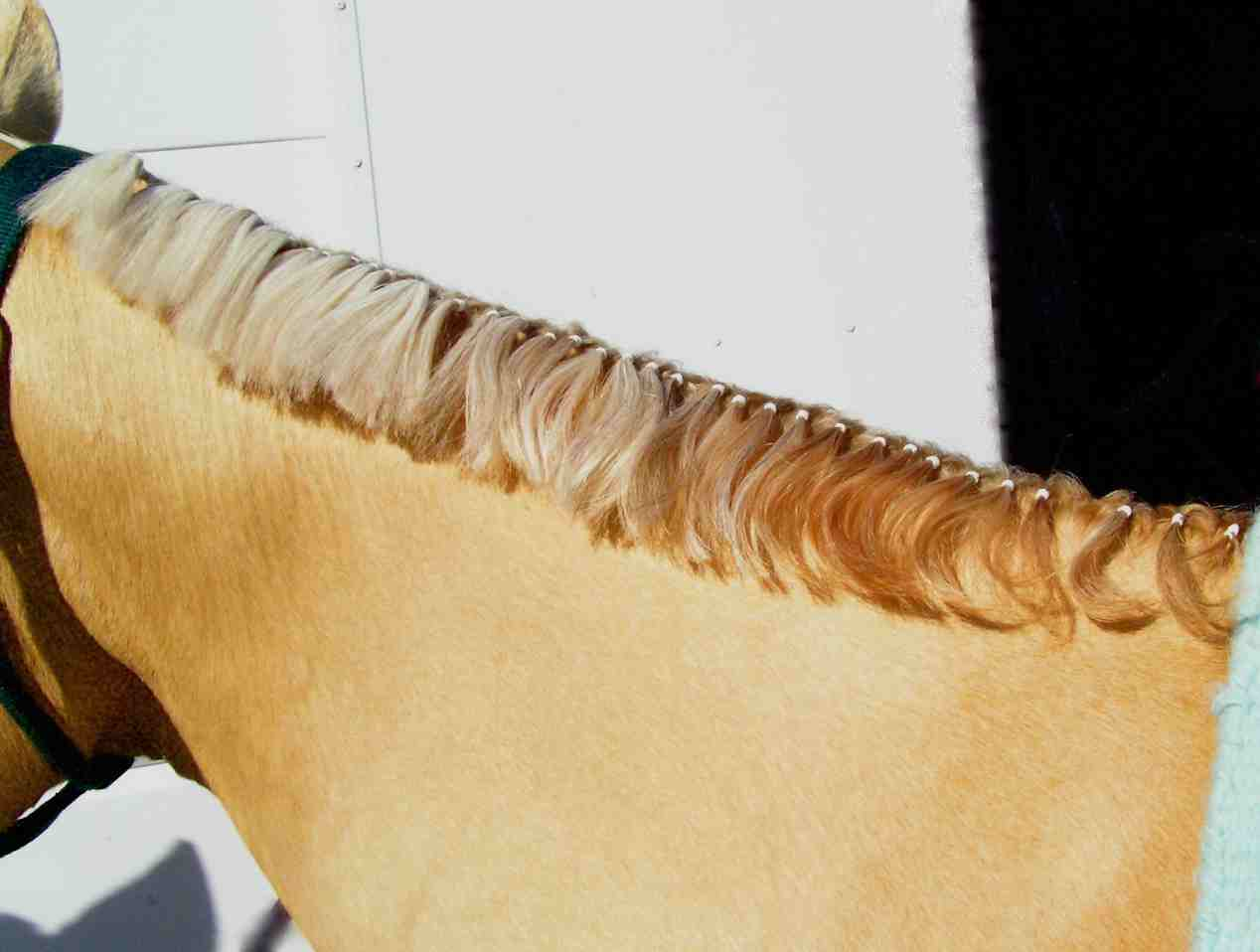
Ridhäst med kort gummibunden man.

Kortklippt man som står rakt upp kallas ståndman. Hos fjordhästar klipps manarna traditionellt i ståndman för att den mörka ålen i mitten av manen skall synas så tydligt som möjligt. På till exempel ston av rasen andalusier rakas ofta manarna helt. På tävlingshästar förekommer det att man flätar manen i mindre knoppar. 
Tagel från häst används traditionellt även till stråkar och smyckes- och flätningsarbeten.

## Slidhornsdjur
Man förekommer hos flertalet slidhornsdjur. Vissa har man som går i en remsa längsmed nacken likt en häst, mest framträdande hos bland annat gnuer men även vissa fårraser. Andra har kraftig mankrans som ett lejon, mest framträdande hos bland annat den amerikanska bisonoxen.

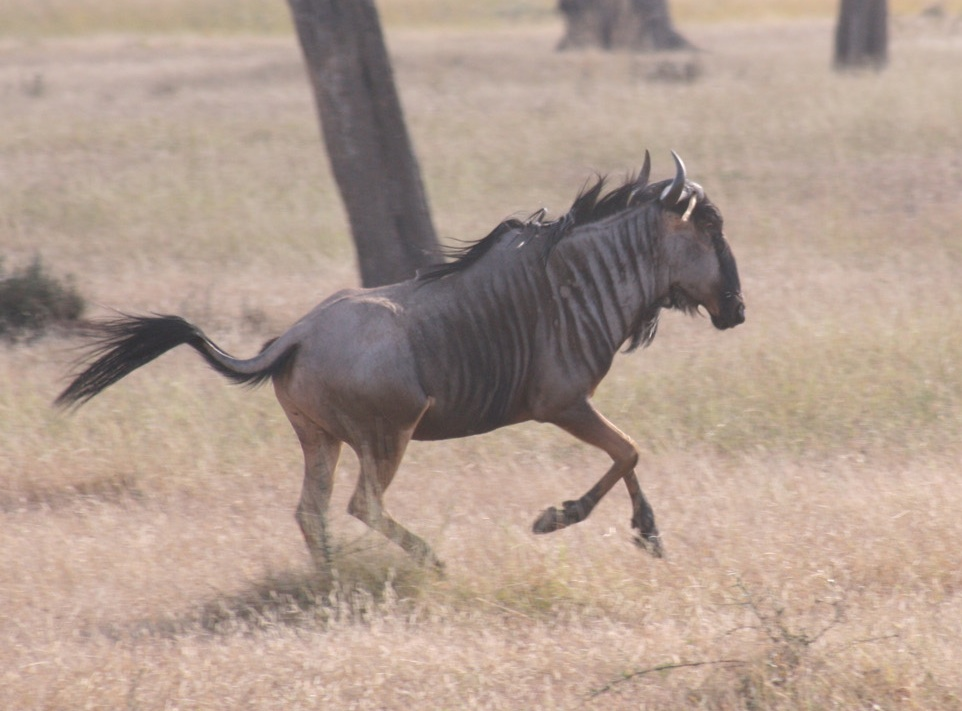
Manen hos strimmig gnu.
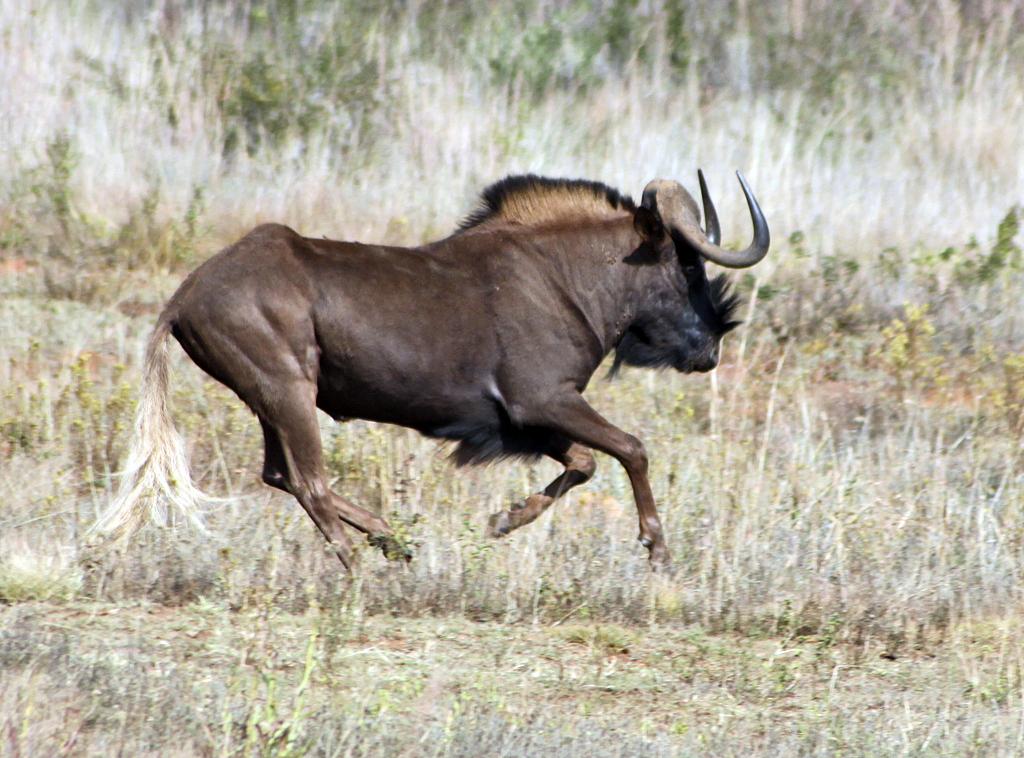
Manen hos vitsvansad gnu.
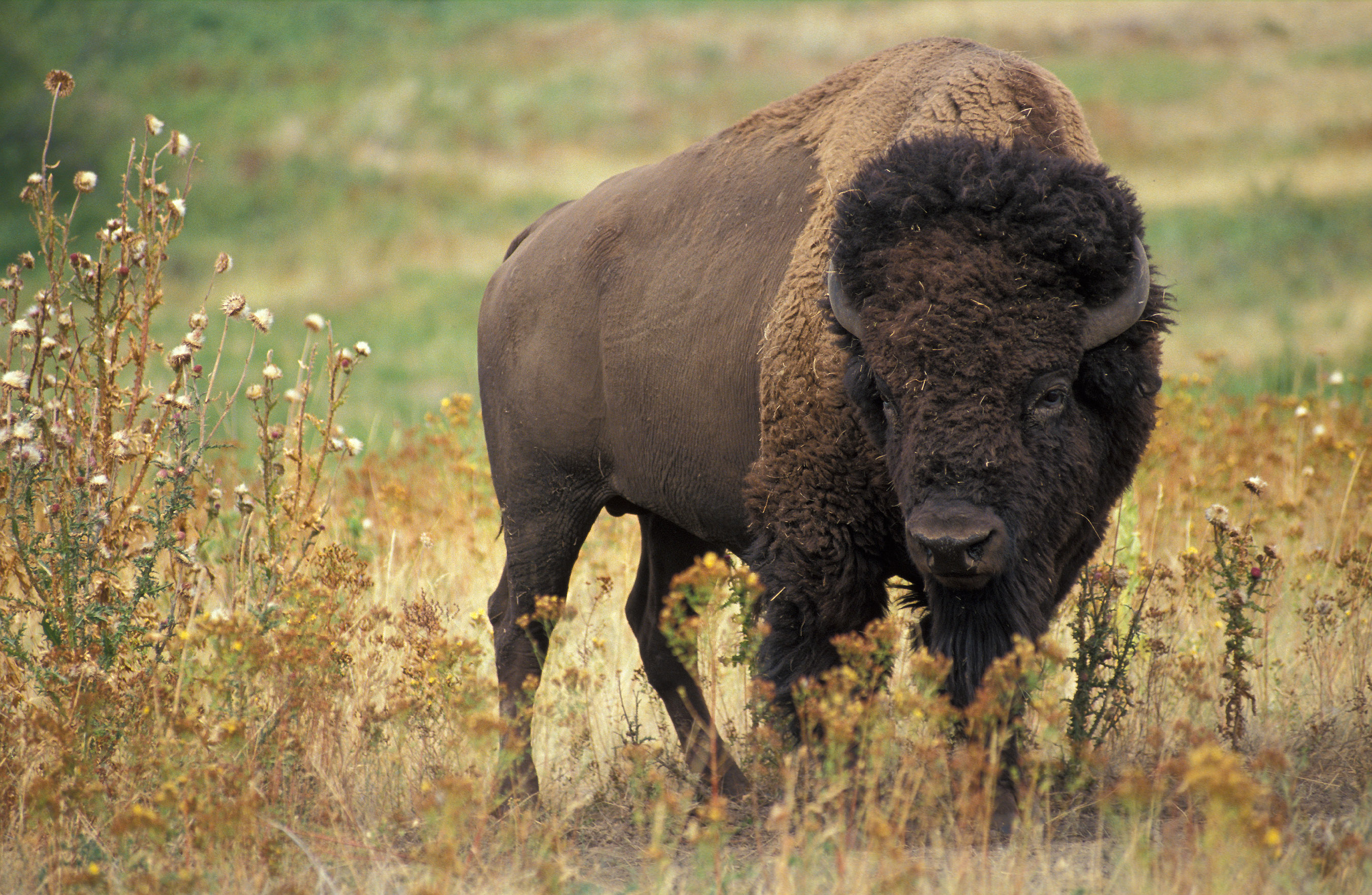
Kransmanen hos amerikansk bisonoxe.

Det finns även flertalet oxdjur med lång pälsklädnad kroppen över, till exempel skotsk höglandsboskap, jak och myskoxe, vilka inte har en framstående man jämte resten av kroppen, men vars nackhår ändå kan kallas man vid behov.

## Manorm (mytologiskt väsen)

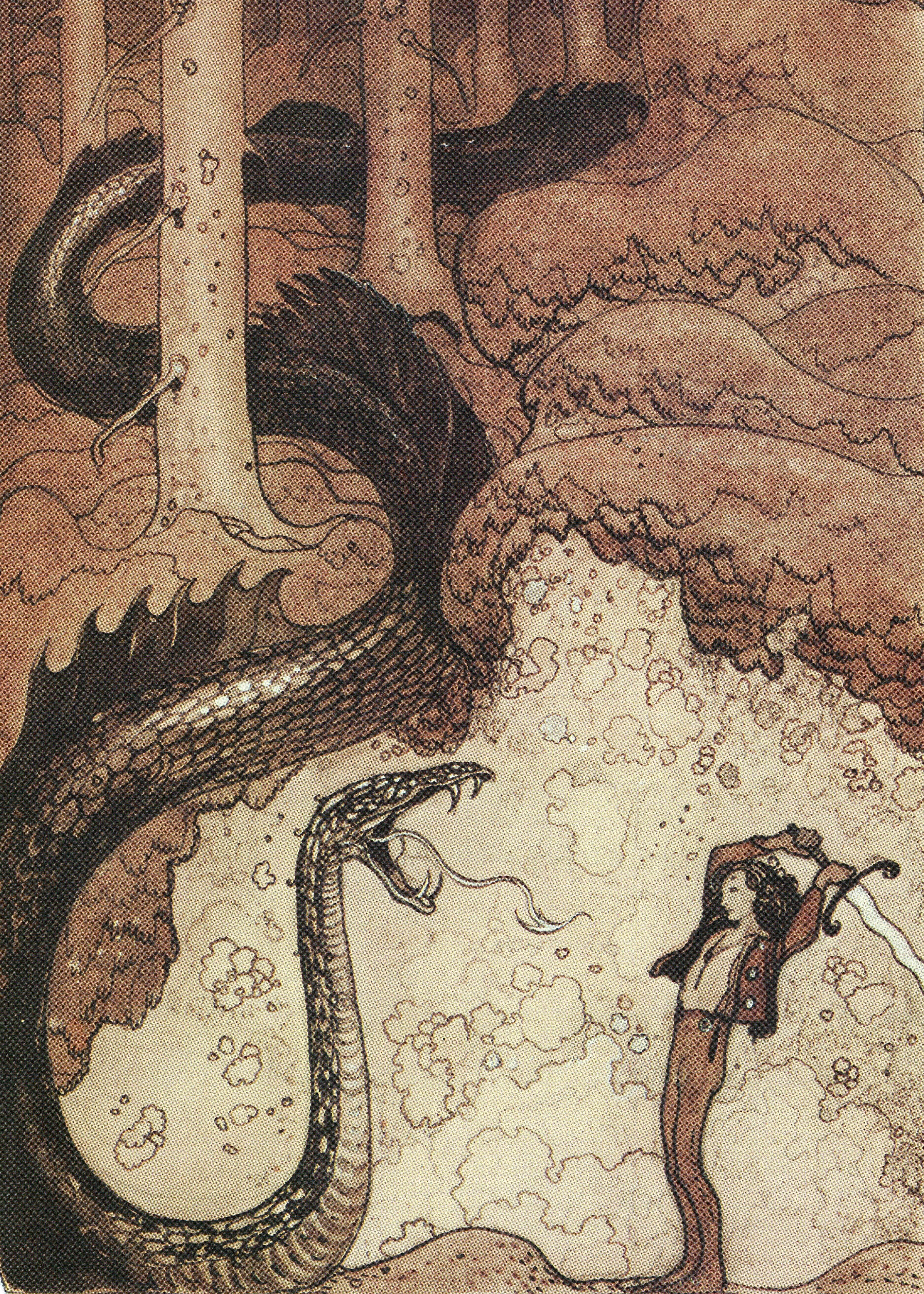
Lindorm ritad av John Bauer, 1911. Han verkar här ha föreställt sig manen som stora ryggfenor.

Manorm är ett mytologiskt väsen från svensk folktradition, möjligen framträdande i andra delar av Norden, vilken tillhör myten om lindormar. Lindormar är serpentina (ormliknande) monster som uppstått i olika myter runt om i Europa under medeltida och förhistorisk tid, bland annat i fornnordisk mytologi. De framträder ofta bevingade eller med ben i olika kombinationer runt om Europa, ofta hopblandade med drakar etc, men i Sverige har de traditionellt framställts som gigantiska människofientliga skogsormar, vars nacke pryds av en man uppgjord av hårliknande fjäll, därav benämningen manorm.
Manormar förekom i den svenska folktron ända till slutet av 1800-talet då utlovat jaktbelöning av Lindorm bekräftade den som myt.